# Макаровка (Донецкая область)
Макаровка (укр. Макарівка) — село в Великоновосёлковской поселковой общине Волновахского района Донецкой области Украины.

## Население
Население по переписи 2001 года составляло 258 человек. Из них 82,56% отметили украинский родным языком, 17,44% русский. Почтовый индекс — 85550. Телефонный код — 6243.

## История

### Период независимой Украины
17 июля 2020 года вошло в состав Великоновоселковской поселовской общины Волновахского района. До 2020 года село было в составе Великоновосёлковского района.

### Вторжение России на Украину
В марте 2022 года село было оккупировано ВС РФ. 11 июня 2023 года ВСУ в ходе контрнаступления освободили село.
В конце декабря 2024 года село повторно занято российскими военными.

## Местная власть
85500, Донецька обл., Волноваський р-н, смт Велика Новосілка, вул. Пушкіна, 32  (укр.)